# Bogusław Choiński
Bogusław Konrad Choiński (ur. 19 lutego 1925 w Warszawie, zm. 2 września 1976 tamże) – polski poeta, autor tekstów piosenek, scenarzysta.

## Kariera
W połowie lat 50. XX wieku zadebiutował jako autor tekstów piosenek w duecie z Janem Gałkowskim. Utwory z ich tekstami usłyszeć można m.in. w interpretacji takich wykonawców, jak: Akwarele, Babsztyl, Barbara Barska, Regina Bielska, Iga Cembrzyńska, Czerwono-Czarni, Jan Danek, Janusz Gniatkowski, Janusz Godlewski, Ludmiła Jakubczak, Maria Koterbska, Halina Kunicka, Zbigniew Kurtycz, Józef Ledecki, Joanna Liszowska, Bohdan Łazuka, Peter Macroy, Anita Mrajska, Czesław Niemen, Józef Nowak, Joanna Rawik, Rena Rolska, Edwin Rutten, Irena Santor, Juliusz Skowroński, Tadeusz Skrzypczak, Karin Stanek, Marek Tarnowski, Tercet Egzotyczny, Violetta Villas, Natasza Zylska.
Wraz z Gałkowskim stworzył też teksty do kilku przedstawień realizowanych przez warszawski Klub „Stodoła” (m.in. Król Ubu – Fantazja skandaliczna na tematy Alfreda Jarry’ego z muzyką S. Prószyńskiego oraz Album Chagalla, czyli jak samochód przestraszył się konia z muzyką B. Konowalskiego).
W 1965 roku zaczął pisać teksty piosenek z Markiem Dagnanem. Śpiewali je m.in. tacy artyści, jak: Alibabki, Barbara Dunin, Homo Homini, Krystynki, Zbigniew Kurtycz, Sława Przybylska, Ragtime Jazz Band, Janusz Wystup. Gdy przestał współpracować z Dagnanem, pisał teksty z Tomaszem Bielskim. Wraz z nim zostali opiekunami artystycznymi zespołu muzycznego Grupa Bluesowa Stodoła. Piosenki tej spółki autorskiej wykonywały także zespoły Czerwone Gitary i Grupa Bluesowa Gramine oraz soliści Stan Borys i Krystyna Prońko. Piosenki współautorstwa B. Choińskiego były pisane do muzyki takich kompozytorów, jak m.in.: Zbigniew Ciechan, Seweryn Krajewski, Juliusz Loranc, Jerzy Matuszkiewicz, Jerzy Milian, Adam Skorupka, Mateusz Święcicki, Romuald Żyliński. Pisał też teksty samodzielnie dla Jerzego Połomskiego i Tadeusza Woźniakowskiego.
Wraz z Lechem Emfazym Stefańskim i Mironem Białoszewskim założył Teatr na Tarczyńskiej.

## Twórczość

### Wybrane piosenki
Z Janem Gałkowskim
- Alabama
- Betty Babilon
- Czterdzieści kasztanów
- Do widzenia, Teddy
- Jedziemy autostopem
- Klementynka bawi się
- Krótki żywot długiego Billa
- Marianna ruda
- Marsylia
- Na Francuskiej
- Pies Dingo
- Pod papugami
- Szedł Atanazy do Anny
- To jest dzień
- W siną dal
- Zagubione miasteczko

Z Markiem Dagnanem
- Drzewa ruszają w drogę
- Drzewo świata
- Słodkie fiołki
- Wiatr aksamitny

Z Tomaszem Bielskim
- Wigilia świata

### Twórczość literacka
Sztuki
- Kolacja (Mima wulkaniczna)
- Legenda o czerwonej bramie
- Ściana[4]

## Życie osobiste
Był żonaty z Teresą Chabowską, z którą ma syna Mikołaj Marię (ur. 1956). Następnie ożenił się z Marią Fabicką, aktorką Teatru na Tarczyńskiej i malarką. Spoczywa na Starych Powązkach (kw. 81, rząd IV, miejsce 14).